# Friedrich Wilhelm Höhn

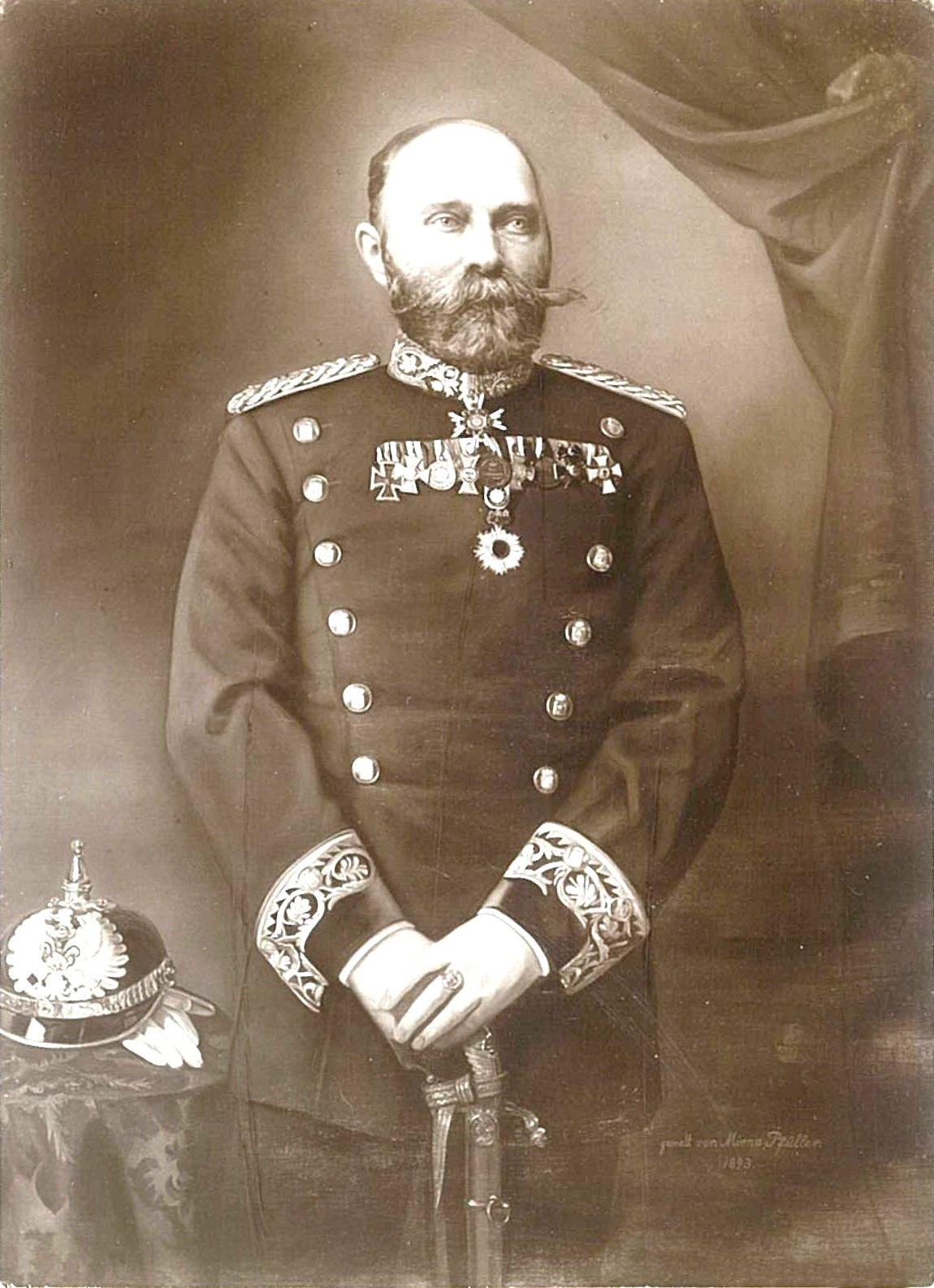
Wilhelm Höhn

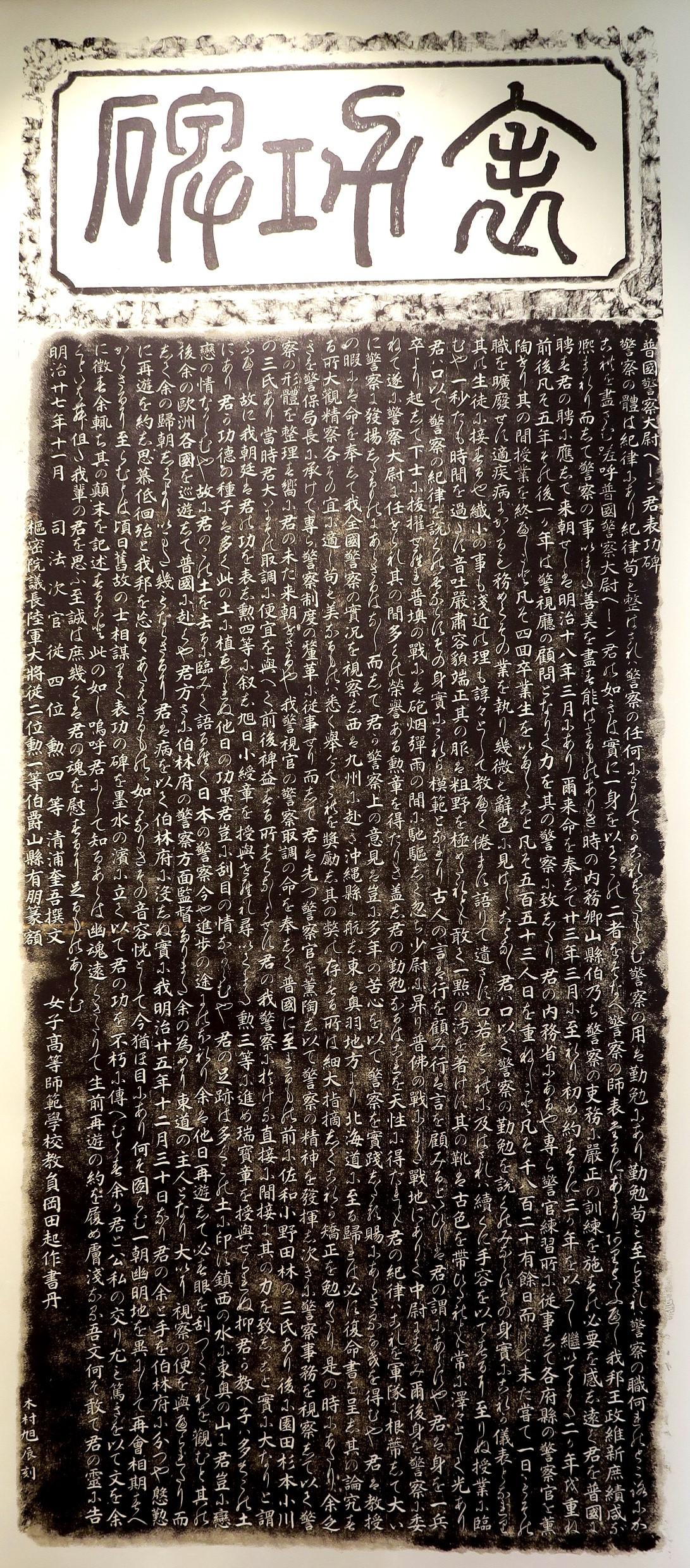
Gedenkstein in Tokio

Friedrich Wilhelm Höhn (geb. 4. März 1839 in Güsterbiese; gest. 30. Dezember 1892 in Berlin) war ein preußischer Polizeihauptmann, der sich während der Meiji-Zeit beim Aufbau des japanischen Polizei-Systems verdient gemacht hat.

## Leben und Werk
Friedrich Wilhelm Höhn war das Älteste von acht Kindern des Ölmüllers Johann Heinrich Höhn. Er wurde zum Militärdienst einberufen und zeichnete sich 1866 in der Schlacht bei Königgrätz durch besondere Tapferkeit aus. Eine militärische Laufbahn konnte er aber aus gesundheitlichen Gründen nicht antreten, er entschied sich daher für eine Offizierslaufbahn bei der Berliner Polizei.
Ab 1861 war er „interimistischer“ Polizeileutnant, während des Deutsch-Französischen Krieges wurde er zum Hauptmann befördert. Für sechs japanische Polizeibeamte, die zur Ausbildung in Deutschland waren, fungierte er als Betreuer. Als es dann um die Unterstützung bei der Reform des japanischen Polizeisystems ging, wurde er nach Japan entsandt, wo er im März 1885 eintraf. Dort nahm er seinen Dienst im Innenministerium auf, organisierte als Lehrkraft bzw. Polizeiinspektor das Ausbildungs- und Trainingsprogramm für Polizisten. Insgesamt bildete er 553 Polizisten aus. Seine Dienstreisen führten ihn von Hokkaidō bis nach Amami-Ōshima, also durch ganz Japan. Sein Vertrag galt zunächst für drei Jahre, wurde um zwei Jahre verlängert, an die er noch ein Jahr dranhängte. Im April 1891 machte er sich über Amerika auf den Heimweg nach Deutschland.
Zurück in Berlin verstarb Höhn nach schwerer Krankheit am 30. Dezember 1892. Er wurde auf dem Alten Luisenstädter Friedhof begraben. Das aufwändig gestaltete Grabmal existiert allerdings nicht mehr.
Kurz nach seinem frühen Tod initiierten Yamagata Aritomo als Präsident des Geheimen Staatsrates und Kiyoura Keigo als Vize-Justizminister unter Höhns 553 Schülern eine Spendenaktion für einen drei Meter hohen Gedenkstein, der 1894 im Mimeguri-Schrein (三廻神社, in der Nähe des heutigen Sky Tree) eingeweiht wurde. Höhns Dienstreiseberichte und Vorlesungsmitschriften können im Nationalarchiv von Japan eingesehen werden und sind als Mikrofilm in der National Diet Library verfügbar. Im geschichtlichen Teil der Dauerausstellung des neuen Tokioter Polizeimuseums (Kyōbashi (Tokio)) wird Höhn nicht mehr erwähnt. Dagegen befindet sich in der Ausstellung des Polizeipräsidiums der Präfektur Fukuoka ein Dokument, welches belegt, dass Höhn sich im Zuge der Polizeireform maßgeblich für den Erhalt des Systems der kleinen Polizeiwachen in Städten Kōban und auf dem Lande chûzaisho eingesetzt hat – eine Art der bürgernahen Polizeiarbeit, welche ausländische Touristen in Japan sehr schätzen.
Unmittelbarer Anlass für die von Beate Wonde kuratierte Ausstellung in der Mori-Ōgai-Gedenkstätte 2018 war die Aufarbeitung des privaten Teilnachlasses Höhns, bestehend aus Fotos und drei privaten Tagebüchern, im Archiv der Polizeihistorische Sammlung (Berlin).